# Diclidocella yackatoon
Diclidocella yackatoon är en kräftdjursart som beskrevs av Bruce 1995. Diclidocella yackatoon ingår i släktet Diclidocella och familjen klotkräftor. Inga underarter finns listade i Catalogue of Life.